# Les Sentinelles (bande dessinée)
Pour les articles homonymes, voir Les Sentinelles.
Les Sentinelles est une série de bande-dessinée, scénarisée par Xavier Dorison, dessinée et colorisée par Enrique Breccia et éditée par Delcourt.

## Synopsis
Histoire de super-héros se déroulant pendant la Grande Guerre, Les Sentinelles raconte en 4 tomes le récit d'une division spéciale de l'armée française, et de son membre le plus éminent, Taillefer, sorte de cyborg recouvert de métal, insensible aux balles et alimenté par une pile au radium. 
Fondé au début du siècle, le projet d'un homme de métal s'est confronté à l'absence d'une source d'énergie suffisante pour alimenter la machine, mais au début de la guerre, la pile au radium, inventée par Gabriel Féraud, donne l'occasion de relancer ce programme. Antimilitariste, Féraud refuse de voir employer sa création sur le champ de bataille, mais, mobilisé, bientôt fauché par un obus et amputé de tout ses membres, il se voit offrir un marché par le colonel Mirreau, lui proposant de donner son invention afin de devenir le nouveau Taillefer...

## Albums
- 1 Les Moissons d'acier, mai 2009
Scénario : Xavier Dorison - Dessin et couleurs : Enrique Breccia
- 2 La Marne, mai 2009
Scénario : Xavier Dorison - Dessin et couleurs : Enrique Breccia
- 3 Ypres, mars 2011
Scénario : Xavier Dorison - Dessin et couleurs : Enrique Breccia
- 4 Les Dardanelles, octobre 2014
Scénario : Xavier Dorison - Dessin et couleurs : Enrique Breccia

## Adaptation
En 2014, un projet d'adaptation en long-métrage réalisé par Julien Mokrani et produit par Alexandre Aja a été évoqué,,. Fin 2016, Julien Mokrani annonce ne plus faire partie du projet.
Une adaptation en série télé pour la chaîne canal + est finalement produite, avec notamment Guillaume Lemans, Xabi Molia et Raphaëlle Richet à l'écriture, ainsi que Thierry Poiraud et Édouard Salier à la réalisation. Le tournage de la première saison débute le 3 avril 2023.

### Documentation
- Jean-Luc Boutel, « « Les Sentinelles » de Dorison et Breccia : La Science Dans L’horreur Des Tranchées ! », sur Sur l'autre face du monde.
- Christophe Steffan, « Les Sentinelles, t. 1 : Féraud chaud », dBD, no 17,‎ octobre 2007, p. 28.
- Jean-Laurent Truc, « Les Sentinelles, t. 2 : un taxi pour Paris », dBD, no 33,‎ juin 2009, p. 82.